# Pallanuoto ai XVII Giochi del Mediterraneo
Il torneo di pallanuoto dei XVII Giochi del Mediterraneo, unicamente maschile, si è svolto dal 19 giugno al 25 giugno 2013 presso l'impianto Macit Özcan Swimming Pool.

## Regolamento
Il regolamento ufficiale del torneo è quello FINA in vigore. Ogni vittoria dà diritto a 3 punti, il pareggio a 1 punto, zero punti per una sconfitta. Nel caso di parità si applicano nell'ordine i seguenti criteri:
1. Il miglior punteggio;
2. la migliore differenza reti negli scontri diretti;
3. il maggior numero di reti segnate nello scontro diretto;
4. la migliore differenza reti generale;
5. il maggior numero di reti in generale;
6. eventuale spareggio.

## Gironi
| Girone A                     | Girone B               |
| ---------------------------- | ---------------------- |
| Francia Grecia Italia Serbia | Croazia Spagna Turchia |

## Fase preliminare

### Gruppo A
| Squadra | G | V | N | P | F  | S  | DR  | PT |
| ------- | - | - | - | - | -- | -- | --- | -- |
| Grecia  | 3 | 3 | 0 | 0 | 28 | 12 | +16 | 9  |
| Italia  | 3 | 2 | 0 | 1 | 25 | 19 | +6  | 6  |
| Francia | 3 | 1 | 0 | 2 | 17 | 20 | -3  | 3  |
| Serbia  | 3 | 0 | 0 | 3 | 11 | 25 | -14 | 0  |

| Mersin 19 giugno 2013, ore 16:30 UTC+3 | Grecia | 12 – 3 (3-1, 1-1, 4-0, 4-1) referto | Serbia | Macit Özcan Swimming Pool |

| Mersin 19 giugno 2013, ore 18:00 UTC+3 | Italia | 9 – 6 (1-0, 2-2, 3-1, 3-3) referto | Francia | Macit Özcan Swimming Pool |

| Mersin 21 giugno 2013, ore 16:30 UTC+3 | Grecia | 12 – 6 (1-1, 3-1, 4-1, 4-2) referto | Francia | Macit Özcan Swimming Pool |

| Mersin 21 giugno 2013, ore 18:00 UTC+3 | Serbia | 5 – 12 (2-5, 2-2, 0-3, 1-2) referto | Italia | Macit Özcan Swimming Pool |

| Mersin 22 giugno 2013, ore 16:30 UTC+3 | Grecia | 8 – 5 (3-0, 2-3, 2-1, 1-1) referto | Italia | Macit Özcan Swimming Pool |

| Mersin 22 giugno 2013, ore 18:00 UTC+3 | Francia | 7 – 3 (1-1, 0-2, 3-0, 3-0) referto | Serbia | Macit Özcan Swimming Pool |

### Gruppo B
| Gruppo B | Gruppo B | Gruppo B | Gruppo B | Gruppo B | Gruppo B | Gruppo B | Gruppo B | Gruppo B |
| Squadra  | G        | V        | N        | P        | F        | S        | DR       | PT       |
| -------- | -------- | -------- | -------- | -------- | -------- | -------- | -------- | -------- |
| Croazia  | 2        | 2        | 0        | 0        | 27       | 10       | +17      | 6        |
| Spagna   | 2        | 1        | 0        | 1        | 19       | 13       | +6       | 3        |
| Turchia  | 2        | 0        | 0        | 2        | 7        | 30       | -23      | 0        |

| Mersin 19 giugno 2013, ore 19:30 UTC+3 | Croazia | 8 – 7 (3-0, 2-2, 3-1, 0-4) referto | Spagna | Macit Özcan Swimming Pool |

| Mersin 21 giugno 2013, ore 19:30 UTC+3 | Turchia | 3 – 13 (1-3, 1-4, 0-3, 1-3) referto | Spagna | Macit Özcan Swimming Pool |

| Mersin 22 giugno 2013, ore 19:30 UTC+3 | Turchia | 4 – 17 (1-5, 1-6, 1-4, 1-2) referto | Croazia | Macit Özcan Swimming Pool |

## Fase finale

### Spareggio
| Mersin 23 giugno 2013, ore UTC+3 | Serbia | 9 – 8 (d.t.s.) (1-1, 0-2, 2-3, 5-2, 0-0, 1-0) referto | Turchia | Macit Özcan Swimming Pool |

### Finale 5º-6º posto
| Mersin 25 giugno 2013, ore 11:00 UTC+3 | Serbia | 3 – 6 (0-0, 0-1, 2-3, 1-3) referto | Francia | Macit Özcan Swimming Pool |

### Tabellone 1º-4º posto
|  | Semifinali | Semifinali | Semifinali |         |        | Finale          | Finale          | Finale          |  |
|  |            |            |            |         |        |                 |                 |                 |  |
|  | Grecia     | Grecia     | 7          |         |        |                 |                 |                 |  |
|  | Grecia     | Grecia     | 7          |         |        |                 |                 |                 |  |
|  | Spagna     | Spagna     | 10         |         |        |                 |                 |                 |  |
|  | Spagna     | Spagna     | 10         |         | Spagna | Spagna          | 9               |                 |  |
|  |            |            |            |         | Spagna | Spagna          | 9               |                 |  |
|  |            |            | Croazia    | Croazia | 11     |                 |                 |                 |  |
|  | Croazia    | Croazia    | Croazia    | Croazia | 11     | 7               |                 |                 |  |
|  | Croazia    | Croazia    |            |         |        | 7               |                 |                 |  |
|  | Italia     | Italia     | 5          |         |        | Finale 3º posto | Finale 3º posto | Finale 3º posto |  |
|  | Italia     | Italia     | 5          |         |        |                 |                 |                 |  |
|  |            |            |            |         |        |                 |                 |                 |  |
|  |            |            |            |         |        | Grecia          | Grecia          | 9               |  |
|  |            |            |            |         |        | Grecia          | Grecia          | 9               |  |
|  |            |            |            |         |        | Italia          | Italia          | 8               |  |

### Semifinali
| Mersin 23 giugno 2013, ore 18:00 UTC+3 | Grecia | 7 – 10 (1-1, 2-1, 3-5, 1-3) referto | Spagna | Macit Özcan Swimming Pool |

| Mersin 23 giugno 2013, ore 19:30 UTC+3 | Croazia | 7 – 5 (2-2, 2-2, 0-1, 3-0) referto | Italia | Macit Özcan Swimming Pool |

### Finale 3º-4º posto
| Mersin 25 giugno 2013, ore 18:00 UTC+3 | Grecia | 9 – 8 (1-3, 3-3, 4-1, 1-1) referto | Italia | Macit Özcan Swimming Pool |

### Finale 1º-2º posto
| Mersin 25 giugno 2013, ore 19:30 UTC+3 | Spagna | 9 – 11 (3-2, 2-4, 3-3, 1-2) referto | Croazia | Macit Özcan Swimming Pool |

## Classifica finale
| Posizione | Paese   |
| --------- | ------- |
|           | Croazia |
|           | Spagna  |
|           | Grecia  |
| 4         | Italia  |
| 5         | Francia |
| 6         | Serbia  |
| 7         | Turchia |